# Елісон Еннан
Елісон Еннан (англ. Alyson Annan, 21 червня 1973) — австралійська хокеїстка на траві.
Олімпійська чемпіонка 1996, 2000 років, учасниця 1992 року.
Переможниця Ігор Співдружності 1998 року.
Срібна призерка Чемпіонату світу 1993 року.
Переможниця Трофею чемпіонів 1993, 1995, 1997, 1999 років, бронзова призерка 2000, 2001 років.
Чемпіонка світу 1994, 1998 років.